# Little Murders by Agatha Christie
Little Murders by Agatha Christie (Les Petits Meurtres d'Agatha Christie) è una serie televisiva francese di genere giallo poliziesco ispirata ai romanzi di Agatha Christie.

## Trama
I protagonisti della prima stagione, ovvero Larosiére e Lampion, erano già apparsi nella miniserie del 2006 Murder Party. Ogni episodio della serie è ispirato a un romanzo diverso.
La prima stagione è ambientata negli anni Trenta, la seconda tra gli anni Cinquanta e Sessanta, e la terza e ultima negli anni Settanta.

## Episodi
| Stagione         | Episodi | Prima TV Francia | Prima TV Italia |
| ---------------- | ------- | ---------------- | --------------- |
| Prima stagione   | 11      | 2009-2012        | 2017            |
| Seconda stagione | 27      | 2013-2020        | 2017-2019       |
| Terza stagione   | 10      | 2021-2024        | inedita         |

## Personaggi e interpreti

### Prima stagione

#### Personaggi principali
- Jean Larosière, interpretato da Antoine Duléry, doppiato da Massimo De Ambrosis.
Commissario di polizia.
- Émile Lampion, interpretato da Marius Colucci, doppiato da Patrizio Cigliano.
Ispettore di polizia.

#### Personaggi secondari
- Ménard, interpretato da Serge Dubois.
Agente di polizia.
- Verdure, interpretato da Olivier Carré.
Medico legale.
- Juliette Larosière, interpretata da Flore Bonaventura e Alice Isaaz, doppiata da Lavinia Paladino.
Figlia di Larosière.

### Seconda stagione

#### Personaggi principali
- Swan Laurence, interpretato da Samuel Labarthe, doppiato da Andrea Ward.
Commissario di polizia.
- Alice Avril, interpretata da Blandine Bellavoir, doppiata da Eleonora Reti.
Giornalista.
- Marlène Leroy, interpretata da Élodie Frenck, doppiata da Lidia Perrone.
Segretaria di Laurence.

#### Personaggi secondari
- Ernest Tricard, interpretato da Dominique Thomas.
- Robert Jourdeuil, interpretato da Christophe Piret e François Godart.
- Martin, interpretato da Éric Beauchamp.
- Timothée Glissant, interpretato da Cyril Gueï.
- Euphrasie Maillol, interpretata da Natacha Lindinger.

### Terza stagione

#### Personaggi principali
- Annie Gréco interpretata da Émilie Gavois-Kahn[3]
Commissaria
- Max Beretta, interpretato da Arthur Dupont[3]
Poliziotto
- Rose Bellecour, interpretata da Chloé Chaudoye[4]
Psicologa

## Produzione
Il 13 febbraio 2024 Sophie Révil ha annunciato che il decimo episodio della terza stagione, Meurtres au Pensionnat, sarebbe stato l'ultimo episodio della serie, che si è conclusa quindi venerdì 8 marzo 2024 dopo quindici anni di trasmissione.

## Errore di continuità
L'età di Alexina Laurence, madre del commissario, non viene mai apertamente rivelata, tuttavia ci è possibile ricostruirla. Nell'episodio "Testimone Muto", in cui fa la sua apparizione, scopriamo che la sua storia con il marito è durata 40 anni. Nell'episodio "La signora McGinty è morta" tuttavia si scopre che l'uomo si è suicidato quando Swan aveva solamente 10 anni. Se consideriamo che i due coniugi avessero cominciato la loro storia a 20 anni circa, Swan sarebbe nato quando Alexina aveva 50 anni, e il padre sarebbe morto a 60. Tuttavia sappiamo che Laurence ha tra i 40 e i 50 anni, ciò confermato quando Marlene, nell'episodio "Il Mistero Styles", rivela che quella del commissario è "un'età importante", significando perciò che ha 50 anni. In questo modo sembrerebbe che Alexina abbia circa 90 anni, età che non corrisponde assolutamente a quella del personaggio che conosciamo all'inizio della stagione, e perciò frutto di qualche errore di sceneggiatura.